# Стефан IV (V)
Святой Стефан IV (V) (лат. Stephanus PP. IV (V); ок.770 — 24 января 817) — папа римский с 22 июня 816 года по 24 января 817 года.

## Биография
Стефан был римским вельможей, сыном знатного римлянина по имени Марин. Он принадлежал к той же семье, из которой вышли папы Сергий II и Адриан II. В молодом возрасте он был принят на службу в Латеранский дворец во время понтификата папы Адриана I, а при папе Льве III Стефан был рукоположён в иподиаконы, а затем — в диаконы. Стефан был очень популярен среди римского народа. 12 июня 816 года умер папа римский Лев III. Узнав о его смерти, толпа разграбила загородные папские дворцы. Через 10 дней, 22 июня, новым папой римским был избран Стефан IV (V). Есть предположение, что его быстрое избрание было попыткой римского духовенства не допустить вмешательства императора Людовика І Благочестивого в ход выборов.
Поскольку Стефан был избран без согласия императора, то он послал императору уведомление о своём избрании, приказав римлянам присягнуть на верность императору. После этого Стефан IV принял решение лично посетить Людовика I и, сопровождаемый королём Италии Бернардом, в конце июля прибыл во Франкское государство. В начале октября папа и император встретились в Реймсе, и Людовик I Благочестивый торжественно поклонился ему три раза. На воскресной мессе 5 октября 816 года папа Стефан IV торжественно короновал в Реймской церкви Людовика I и его жену Ирменгарду золотой короной, привезённой с собой. Это событие некоторыми историками расценивается как попытка папства взять на себя полномочия по признанию и провозглашению королей, поскольку в 813 году Людовик I уже был коронован без участия папы.
Людовик I одарил папу ценными подарками, в том числе участком земли (скорее всего, в Вандёвр-сюр-Барс), предоставленным римской церкви. Король и папа также возобновили договор, подтверждавший привилегии римской церкви. Стефан IV рукоположил епископа Теодульфа в сан архиепископа, а Людовик І в ответ освободил римских заключённых, захваченных императором в результате конфликта при папе Льве III.
После посещения Равенны на обратном пути из Реймса Стефан IV вернулся в Рим до конца ноября 816 года. Вскоре после возвращения он умер 24 января 817 года и был похоронен в соборе Святого Петра. Стефан IV был канонизирован как святой католической церкви.